# La Gueule que tu mérites
Pour plus de détails, voir Fiche technique et Distribution.
La Gueule que tu mérites (A Cara que Mereces) est un film portugais réalisé par Miguel Gomes et sorti en 2004.

## Synopsis
- Francisco enseigne la musique pour enfants - celle de Blanche Neige et les sept nains - à l'école primaire. Il vient d'avoir trente ans et n'a même pas fêté son anniversaire : il retrouve son appartement envahi de ballons et sa chambre est entourée de nains. « [...] La comédie musicale enchantée de la première partie ouvre sur une plongée dans le conte, un appel aux pouvoirs thérapeutiques de l'imagination. »[1]
- « Francisco, sachez-vous comporter ! À présent c'est votre anniversaire, vous avez désormais trente ans, c'est le carnaval et vous êtes vêtu, tel un cow-boy, au milieu d'enfants que vous haïssez. Mais ce n'est pas une raison pour vous montrer si ennuyeux... Francisco dites-vous ceci : à trente ans vous possédez l'aspect que Dieu vous a donné. Après tout, on a le visage que l'on mérite. »[2]

## Fiche technique
- Titre du film : La Gueule que tu mérites
- Titre original : A Cara que Mereces
- Réalisation : Miguel Gomes
- Scénario : M. Gomes, Manuel Mozos, Telmo Churro
- Photographie : Rui Poças - Couleurs 1,85 : 1
- Musique : Mariana Ricardo
- Son : Dolby Digital
- Décors : Luisa Perdigoto
- Costumes : Silvia Grabowski
- Producteurs : Sandro Aguilar, João Figueiras pour O Som e a Fùria
- Pays d'origine :  Portugal
- Durée : 108 minutes
- Sortie : 2004
- Sortie en France : 31 mai 2006

## Distribution
- José Airosa : Francisco
- Gracinda Nave : Marta
- Sara Graça : Vera
- Miguel Barroso : Carlos
- João Nicolau : Nicolau
- Ricardo Gross : Gross
- Carloto Cotta : Texas
- Manuel Mozos : Harry